# Шевченко Крістіан Андрійович
Крі́стіан Андрі́йович Шевче́нко (нар. 10 листопада 2006, Лондон, Велика Британія) — український футболіст, правий півзахисник та центральний нападник молодіжного складу англійського клубу «Вотфорд». Півфіналіст юнацького чемпіонату Європи 2024 у складі збірної України U-19.

## Клубна кар'єра
Народився в Лондоні в сім'ї українського футболіста Андрія Шевченка та американської моделі Крістен Пазік. Футболом розпочав займатися в академії «Челсі», а в грудні 2022 року перейшов в одну з юнацьких команд «Тоттенгема» під керівництвом Яя Туре.
2 липня 2023 року підписав контракт з «Вотфордом», але через дуже юний вік відправлений до молодіжної команди клубу. 23 грудня 2023 року в 17-річному віці дебютував за молодіжну команду «Вотфорда» (U-21) в поєдинку Кубку проти «Трінг Атлетік». За рахунку 2:1 на користь його команди заробив пенальті, у підсумку матч завершився перемогою «Вотфорда» з рахунком 4:1. 28 лютого 2024 року відзначився голом у переможному (2:0) поєдинку 1/2 фіналу Professional Development League проти «Бернлі». 16 квітня 2024 року відзначився голом та результативною передачею в програному (2:3) поєдинку Кубку професійної ліги розвитку проти «Флітвуда».
22 липня 2025 року Шевченко підписав професійний контракт з «Вотфордом» за схемою 1+1 рік.

## Кар'єра в збірній
На початку 2024 року стало відомо, що Крістіан Шевченко на міжнародному рівні може грати за збірну України. Окрім України, має право грати за збірні США, Англії та Польщі. На початку лютого 2024 року подав документи для отримання українського громадянства. Наприкінці лютого 2024 року потрапив до резервного списку юнацької збірної України (U-19) На початку березня 2024 року отримав українське громадянство.
20 березня 2024 року дебютував у складі юнацької збірної України з футболу у матчі проти Північної Македонії. На 79-й хвилині матчу він замінив Геннадія Синчука.

## Досягнення
- Юнацька збірна України (U-19):
  - Півфіналіст юнацького чемпіонату Європи: 2024